# Coleophora linoplecta
Coleophora linoplecta é uma espécie de mariposa do gênero Coleophora pertencente à família Coleophoridae.